# 錦小路頼徳
錦小路 頼徳（にしきこうじ よりのり）は、江戸時代後期の公家。文章博士・唐橋在久の長男。錦小路頼易の養子。官位は従四位上・右馬頭、贈正四位。字は一貫。

## 経歴
豊岡治資、その後、錦小路頼易の養嗣子となる。嘉永4年（1851年）に叙爵を受け、2年後に大和権介に任じられる。安政5年（1858年）の廷臣八十八卿列参事件に参加し、以後は尊王攘夷派として活躍する。
文久2年（1862年）、従四位上・右馬頭となる。同年、公武合体派の久我建通の弾劾に加担、5月11日国事御用書記に補された。翌文久3年（1863年）2月、壬生基修と共に庶政刷新と攘夷貫徹を求める建言を提出して国事寄人に任じられ、孝明天皇の攘夷祈願の為の石清水八幡宮行幸に随従した。同年の八月十八日の政変によって失脚し、三条実美、壬生基修、三条西季知、東久世通禧、四条隆謌、澤宣嘉と共に長州藩に落ち延びる（七卿落ち）。これによって官位剥奪の処分を受ける。
後に桑原頼太郎の変名を用いて長州攘夷派と行動を共にするが、赤間関の砲台視察中に病に倒れ、同地で30歳の生涯を閉じた。没後、王政復古時に官位を復され、明治3年（1870年）に正四位を贈られた。
墓所「錦小路頼徳墓」（山口市赤妻町）は市指定（昭和44年）の史跡。

## 備考
- 辞世の歌は「はかなくも 三十年の夢は さめにけり 赤間の関の 夏の夜の雲」。

## 系譜
- 父：唐橋在久 - 文章博士
- 母：不詳
- 養父：豊岡治資、錦小路頼易
- 妻：不詳
- 養子
  - 男子：錦小路頼言 - 小倉輔季（甘露寺国長の子、小倉随季の養子、四位・侍従、左近衛中将）の六男、岩倉使節団の留学生